# 庫利科羅省

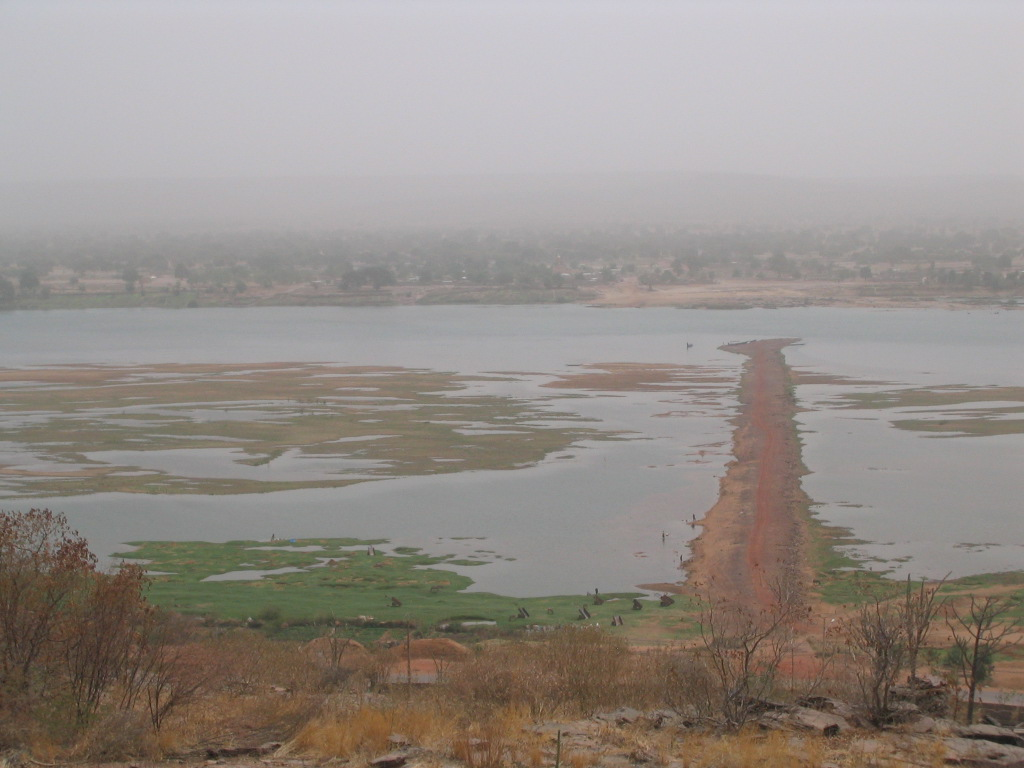

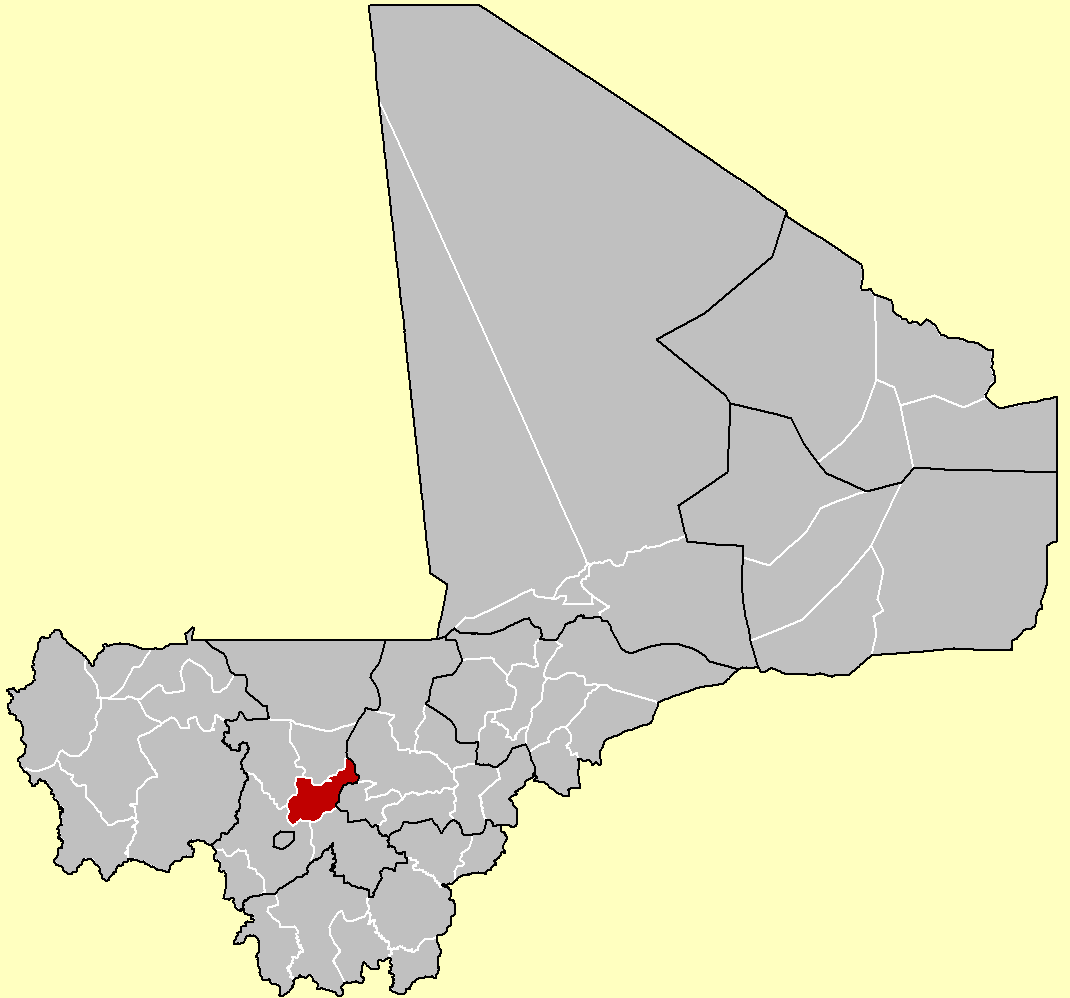

庫利科羅省（法語：Cercle de Koulikoro），是馬里的省份，位於該國西部，由庫利科羅區負責管轄，首府設於庫利科羅，面積7,260平方公里，2009年人口211,103，人口密度每平方公里29人。
庫利科羅省下分為9個最小行政區（commune），分別為迪南杜古、東巴、庫拉、庫利科羅、梅格坦、尼亞米納、Sirakorola、蒂恩法拉及圖古尼。